# 大阪市電玉造今里線
大阪市電玉造今里線（おおさかしでんたまつくりいまざとせん）は、玉造駅 - 今里駅を結んでいた大阪市電期外線の路線。

## 路線概要
- 起点：玉造駅
- 終点：今里駅
- 軌間：1435mm
- 架線電圧：直流600V

## 沿革
- 1944年（昭和19年）10月1日：玉造駅 - 大今里駅間を開業。
- 1945年（昭和20年）3月13日 - 6月7日：戦災のため、全線休止。
- 1947年（昭和22年）12月17日：全線運行再開。大今里駅を今里駅（2代[1]）に改称。
- 1961年（昭和36年）11月1日：全線廃止。

## 駅一覧
| 駅名             | キロ程 | 接続路線                                   |
| ---------------- | ------ | ------------------------------------------ |
| 玉造駅           | 0.0    | 大阪市電：玉造線、霞町玉造線、玉造森之宮線 |
| 中道本通二丁目駅 | 0.5    |                                            |
| 今里駅           | 1.3    | 大阪市電：鶴橋線                           |

- 1959年（昭和34年）7月当時

## 系統
9系統が走っていた。